# Torneo de Cluj-Napoca 2021
El Winners Open 2021 fue un torneo profesional de tenis que se jugó en canchas tierra batida. Fue la 1ª edición del torneo, y formó parte de los torneos WTA 250 del 2021. Tuvo lugar entre el 2 de agosto y el 8 de agosto de 2021.

## Cabezas de serie

### Individuales femenino
| Tenista             | Ranking | Preclasificada |
| Alizé Cornet        | 63      | 1              |
| Andrea Petković     | 97      | 2              |
| Ana Bogdan          | 101     | 3              |
| Martina Trevisan    | 102     | 4              |
| Elena-Gabriela Ruse | 105     | 5              |
| Kaja Juvan          | 114     | 6              |
| Viktoriya Tomova    | 119     | 7              |
| Kristína Kučová     | 120     | 8              |

- Ranking del 26 de julio de 2021.

### Dobles femenino
| Tenista                               | Ranking | Preclasificadas |
| Viktória Kužmová Alicja Rosolska      | 140     | 1               |
| Aleksandra Krunić Lidziya Marozava    | 150     | 2               |
| Lara Arruabarrena Andreea Mitu        | 186     | 3               |
| Oksana Kaláshnikova Tereza Mihalíková | 233     | 4               |

## Campeonas

### Individual femenino
Andrea Petković venció a  Mayar Sherif por 6-1, 6-1

### Dobles femenino
Natela Dzalamidze /  Kaja Juvan vencieron a  Katarzyna Piter /  Mayar Sherif por 6-3, 6-4